# Fadia Egyptská
Princezna Fadia (15. prosince 1943 – 28. prosince 2002) se narodila v paláci Abdeen v Káhiře jako nejmladší dcera krále Farúka I. a jeho první manželky Faridy. Poté, co byl v roce 1952 při revoluci její otec sesazen z trůnu, žila dva roky v Itálii. Poté byla společně se sestrami poslána do Švýcarska, aby se zde vzdělávaly. Zde studovala malbu a věnovala se jezdectví. Na koleji potkala i svého budoucího manžela. 
V únoru 1965 se provdala v Kensingtonu za Pierra Alexieviče Orloffa, německého geologa a člena dynastie Romanovců. Při svatbě konvertoval na islám a přijal jméno Sa'id Orloff. Měli spolu dva syny – Michael-Shamel (* 2. září 1966) a Alexander-Ali (* 30. července 1969). Fadia pracovala jako překladatelka pro švýcarské ministerstvo turismu. Překládala z francouzštiny, angličtiny, italštiny a španělštiny. 
Princezna Fadia zemřela v Lausanne ve Švýcarsku a byla pohřbena v Khedivalské mešitě v Káhiře.